# 科尔方丹
科尔方丹（法語：Colfontaine，法語發音：[kɔlfɔ̃tɛn] ⓘ）是比利时瓦隆大区埃諾省蒙斯區的一个市镇，通行法语，是比利时法语社群的一部分，面积13.75平方千米，人口20,762人（2018年1月1日）。